# Wilhelm Metz (Komponist)
Wilhelm Metz (* 31. März 1828 in Zell am Harmersbach, Baden; † 12. Februar 1888 in Speyer) war ein Zeichenlehrer, Komponist, Organist und Orgelsachverständiger in der Rheinpfalz.

## Leben
Wilhelm Metz ist 1828 in der Schwarzwaldstadt Zell am Harmersbach, einem Zentrum der Keramikfabrikation, als Sohn der katholischen Eheleute Jakob Metz und Eva Henrietta Michl geboren. Der Vater war von Beruf Steingutmodelleur und die Familie übersiedelte deshalb nach Grünstadt in der bayerischen Rheinpfalz, ebenfalls ein Mittelpunkt der Keramikproduktion, mit der weithin bekannten Steingutfabrik, hervorgegangen aus der Frankenthaler Porzellanmanufaktur.
Metz wuchs in dem Städtchen Grünstadt auf und trat 1846 in das katholische Schullehrer-Seminar zu Speyer ein, wozu man einen siebenjährigen Volksschulbesuch und eine dreijährige Lehrzeit bei einem Schulmeister voraussetzte. Als Leiter des Lehrerseminars fungierte ein Geistlicher; bis 1845 Peter Köstler aus Grünstadt – der Metz sicherlich persönlich kannte – und ab jenem Jahr sein bisheriger Stellvertreter Konrad Reither, später Bischof von Speyer. Der jeweilige Musiklehrer am Seminar sollte zugleich das Amt des Speyerer Domkapellmeisters bekleiden, die Seminaristen mussten jeden Sonn- und Feiertag im Gottesdienst singen. Ein deutlicher Schwerpunkt der Schullehrerausbildung lag in der musikalischen Erziehung; sechs Wochenstunden unterrichtete man sie in Singen, Chorarbeit, Instrumentalspiel und Harmonielehre, Religion und Deutsch hingegen wurden in nur je vier Stunden unterrichtet. Die zukünftigen Lehrer waren in ihren Anstellungsgemeinden zum Kirchendienst, also zum Orgelspiel, Singen, Choraufbau und -leitung verpflichtet, wofür sie im Speyerer Seminar eine gründliche Vorbereitung erhielten.
Zur Zeit der Ausbildung von Wilhelm Metz wirkte als Speyerer Domkapellmeister und Musiklehrer am katholischen Schullehrerseminar Johann Baptist Benz, ein weitgereister Musiker, der sich auch längere Zeit in Rom, Birmingham, sowie in München und Wien aufgehalten hatte. Benz war weithin als herausragender Orgelspieler und fähiger Komponist bekannt; bei ihm erhielt Metz seine musikalische Ausbildung. Seine Studien am Speyerer Seminar beendete der junge Mann mit einer Prüfung vom 28. bis 31. August 1848, und er schloss in den Fächern „Lehrfähigkeit, Kenntnisse, Religionslehre und Gesang“ mit „sehr gut“, im „Orgelspiel und Zeichnen“ sogar mit der besten Zensur „vorzüglich“ ab. Insgesamt rangierte Metz in der 2. Klasse, der „sehr gut Befähigten“. Nun trug er den Titel „Schuldienst-Exspectant“ und musste nach 3-jährigem Praktikum seine staatliche Anstellungsprüfung ablegen.
Offenbar wegen des Zeichentalents ließ sich Wilhelm Metz noch ein Jahr auf der Akademie der Bildenden Künste München ausbilden. Dort war er ab 31. Mai 1849 unter der Matrikelnummer 729, im Fach Malen eingeschrieben. Beim Akademieeintritt gab er als Heimatort immer noch Grünstadt an.
Nach Abschluss dieser Zusatzausbildung arbeitete Metz als Lehrergehilfe in Kübelberg und erhielt mit Datum vom 29. April 1851 die Bestellung zum „Verweser der Lehrstelle an der oberen Knabenklasse zu Blieskastel“.
Als bester Prüfling seines Jahrgangs schloss Wilhelm Metz bei seiner Lehramtsprüfung 1852 ab. Er war der einzige Kandidat, der in die 1. Klasse der Vorzüglich Befähigten aufgenommen wurde. Daraufhin erhielt Metz seine staatliche Anstellung und avancierte am 16. Dezember 1852 zum wirklichen Lehrer an der katholisch-teutschen Schule zu Blieskastel. Im Dezember 1853 berief man ihn außerdem zum dortigen Vorbereitungslehrer der Schul-Aspiranten (Lehrpraktikanten), was er bis 1858 blieb.
Der Lehrer heiratete am 12. April 1853 in Blieskastel Katharina Karolina Henrietta Auguste Briam, Tochter des Bäckers Johann Briam. Hier wurde dem Ehepaar am 20. Januar 1859 auch die Tochter Louisa Wilhelmina Metz geboren.
Wilhelm Metz war zusätzlich auch Organist an der Pfarrkirche. In dieser Eigenschaft hatte er nicht nur an den Sonn- und Feiertagen, sondern auch bei den täglichen Schulmessen die Orgel zu spielen, die Kinder im Singen zu unterrichten, einen Chor aufzubauen, die Beerdigungen mit Gesang zu begleiten und ähnliches mehr.

Hauptlehrer Jakob Gain (1853–1922), ein ehemaliger Schüler von Wilhelm Metz, erinnerte sich 1919 in seinem Tagebuch der oberen Knabenschule zu Blieskastel: 

„Da ich in nächster Nähe geboren bin – Lautzkirchen ist meine Heimat – und mein Vater daselbst Lehrer war, so kann ich mich aus meiner Jugendzeit der früheren Blieskasteler Lehrer erinnern. Als ersten kenne ich da den Lehrer Metz, der ein ausgezeichneter Organist, Zeichner und Modellierer war. Er kam oft nach Lautzkirchen, um dort die damals neue Orgel außerhalb der Gottesdienst- und Schulzeit zu seiner Übung und zu seiner Freude zu spielen. Zwei Schulknaben, darunter gewöhnlich oder fast immer ich, mußten ihm den Blasbalg treten, und da er auch die starken Register nicht schonte, die soviel Luft brauchten, so troff uns Knaben oft der Schweiß von der Stirne. Es machte uns also wenig Vergnügen ihm bei seinem Kunstenthusiasmus behilflich zu sein, zumal unser Kunstverständnis noch sehr wenig entwickelt war und die Beharrlichkeit des Spielers unsere Geduld oft auf eine harte Probe stellte. Herr Metz kam dann als Zeichenlehrer an das Realgymnasium nach Speyer.“

Am 7. Oktober 1864 wurde Wilhelm Metz zum Verweser der Lehrerstelle für den Zeichnungs- und Bossier-Unterricht an der Gewerbsschule zu Speyer ernannt, ab 16. April 1865 bekam er die Stelle förmlich verliehen. An dieser Schule, die ab 1877 Realschule Speyer hieß, war er von 1864 bis 1887 als Zeichenlehrer tätig, von 1868 bis 1887 erteilte er dort auch den Gesangsunterricht.
Metz wurde mit Datum vom 16. Oktober 1887 krankheitshalber in den Ruhestand versetzt. Er starb, im Alter von 60 Jahren, am 12. Februar 1888 in Speyer. In einem Nachruf im Jahresbericht der Realschule in Speyer von 1887/88 heißt es u. a.: „Das Lehrerkollegium wird ihm das Andenken an einen treuen und freundlichen Kollegen bewahren.“

## Wirken als Komponist
Wilhelm Metz, der begeisterte Orgelspieler und Schüler von Johann Baptist Benz begann auch selbst Orgelwerke zu komponieren.
In der Landesbibliothek Speyer hat sich ein handschriftliches Sammelheft für Orgelmusik erhalten, das 1859 am dortigen katholischen Schullehrerseminar von Daniel Klein zusammengestellt wurde. Es enthält auch ein handschriftliches Werk von Wilhelm Metz. Dieses handschriftlich überlieferte Präludium in F-Dur und im 3/4-Takt ist bezeichnet mit Cantabile. Mit sanften Stimmen.
Im Musikverlag P. Waldecker in Speyer veröffentlichte er, als Opus 4, Sechs Präludien, ein Trio und drei Fugen für die Orgel. Es ist ohne Jahreszahl, aber im Handbuch der musikalischen Literatur, Band 5, Leipzig 1860 in der Berichtszeit von 1852 bis 1859 angezeigt. Das Musikwerk wird ebenfalls erwähnt und rezensiert in
Pädagogischer Jahresbericht für die Volksschullehrer Deutschlands und der Schweiz. Band 12, 1859.
Dort heißt es u. a.:

„Der Componist hat seine ordentliche, solide Schule gemacht und es ist ihm auch die natürliche Begabung verliehen, ohne welche das Studium zwar zum Wissen, nicht aber zum Können führt. Überraschen daher die vorliegenden Orgelstücke zwar nicht durch bestimmt hervortretende Neuheit und Originalität in Form und Inhalt, so fehlt ihnen doch die musikalische Bedeutung nicht. Bei unschwerer Ausführbarkeit werden sie dem Organisten eine künstlerische Befriedigung gewähren und für die Zuhörer von erbaulicher Wirkung sein.“

Dieses Orgelwerk Opus 4 widmete er Franz Hauser, dem Direktor des Münchner Konservatoriums, wo sich Wilhelm Metz offenbar 1862/63 auch musikalisch weiterbildete. Die Notensammlung erschien mit einem prächtigen und repräsentativen Titelblatt. Die früheren Werke mit den Opuszahlen 1 bis 3 sind bisher nicht aufgefunden worden und gelten als verschollen.
Das Opus 4 von Wilhelm Metz enthält folgende zehn Orgel-Musikstücke mit den Tempo- und Registraturbezeichnungen:
- 1. (G-Dur, 2/4): Moderato. Mit sanften Stimmen.
- 2. (e-Moll, alla breve): Largo. Mit sanften Stimmen.
- 3. (D-Dur, 2/4): Andante con moto. Mit lieblichen Registern.
- 4. (g-Moll, 6/8): Andante. Mit starken Stimmen.
- 5. (B-Dur, 3/8): Cantabile. Mit lieblichen Stimmen.
- 6. (F-Dur, 3/4): Con moto. Mit kräftigen Stimmen.
- 7. (B-Dur, 6/8): Trio. Adagio. Mit starken Stimmen.
- 8. (a-Moll, 4/4): (Fuge). Andante. Mit sanften Stimmen.
- 9. (C-Dur, 2/4): Andle con moto. Fuge. Mit starken Stimmen.
- 10. (F-Dur, 4/4): Marcato. Fuge. Mit voller Orgel.

Orgelstücke aus der Sammlung Opus 4 von Wilhelm Metz werden auch heute immer wieder einmal gespielt, besonders im südwestdeutschen Raum. Am 2. Dezember 2006 wurden beim Konzert zur Einweihung der neuen Orgel in der Kirche des Universitätsklinikums des Saarlandes in Homburg auch 2 Stücke von Wilhelm Metz gespielt. Erst kürzlich berichtete die Saarbrücker Zeitung über ein Orgelkonzert in der protestantischen Kirche Blieskastel, bei dem am 29. November 2009, ebenfalls Musik des fast vergessenen Komponisten erklang. Die Fuge Nr. 10 (F-Dur) aus dem Opus 4 von Wilhelm Metz liegt außerdem in einer Schallplatteneinspielung auf der Orgel der Flurskapelle von Ulmet, gespielt von Wilhelm Krumbach vor.
Der Musikhistoriker Gotthold Frotscher hebt in seinem Buch Geschichte des Orgelspiels und der Orgelkomposition, Band 2, S. 1191, die „Schlichtheit und formale Unkompliziertheit“ der Fugen von Wilhelm Metz hervor.

Michael und Gertraud Lamla, die neuzeitlichen Biographen des Komponisten Wilhelm Metz, charakterisieren sein Opus 4 in ihrer heimatgeschichtlichen Arbeit Beiträge zur Geschichte der Pfarrei St. Sebastian in Blieskastel folgendermaßen: 

„Die Tempobezeichnungen lassen eine kleine Vorliebe des Komponisten für getragene Bewegungen erkennen. Konkreten Abwechslungsreichtum offenbaren die unterschiedlichen Metren. Die Präludien und das Trio haben eine dreiteilige A-B-A-Form. Sie beginnen und enden vollstimmig, der mittlere Teil ist filigraner, er besteht oftmals aus sequenzierten Motiven. Er mündet stets in ein Ritardando oder in eine Fermate, die die Wiederaufnahme des ersten Teils hervorhebt. Wilhelm Metz erweist sich als ausgezeichneter Harmoniker, der durch Überbindungen, Vorhalte und Chromatik bemerkenswerte Wirkungen erzielt. Seine Melodien bewegen sich in Schritten, die lange Bögen bzw. Wellen bilden, Sprünge an den Wendepunkten bilden besonders reizvolle Akzente. Die Melodien sind sanglich und volkstümlich, und offensichtlich von überkommenem Liedgut beeinflusst, besonders deutlich im 4. und im 5. Präludium. Ein arienhafter Einfluß macht sich im Trio bemerkbar. Die Fugenthemen und -expositionen wirken hingegen gekünstelt und konstruiert; seine wahren Qualitäten zeigt Metz in den freien Abschnitten der Fugen. Bemerkenswert sind weiterhin phantasievolle Schlusskadenzen der Stücke über lange angehaltenen Orgelpunkten, alle Stücke klingen in sich verlangsamender Bewegung aus.“

Für die katholische Pfarrei St. Sebastian in Blieskastel vertonte Wilhelm Metz ein mehrstimmiges, älteres Sebastianslied zur dortigen Wallfahrt. Es fand in unseren Tagen erneut Eingang in den Blieskasteler Regionalanhang zum Einheitsgesangbuch Gotteslob der Diözese Speyer.

## Orgelsachverständiger der Regierung
1869 wurde Wilhelm Metz auf eigene Bewerbung hin und nach Absprache mit dem  bischöflichen Ordinariat Speyer, zusammen mit dem Organisten der Protestantischen Landeskirche, Jakob Heinrich Lützel, von der Bayerischen Regierung als Orgelsachverständiger für die Pfalz berufen. Seine Aufgabe war es dabei, die Fabrikräte und Presbyterien bei der Neuanschaffung oder Renovierung der Kirchenorgeln fachmännisch zu beraten. Gutachten von Wilhelm Metz sind bekannt für die Orgeln der katholischen Gotteshäuser in Ottersheim bei Landau, Bornheim und Kirchheimbolanden, sowie für die protestantische Kirche in Kleinniedesheim.